# 6. National Hockey League All-Star Game
Das 6. National Hockey League All-Star Game wurde am 5. Oktober 1952 in Detroit, ausgetragen. Das Spiel fand im Olympia Stadium statt, der Spielstätte der Detroit Red Wings. Das Spiel der besten NHL-Spieler endete mit einem 1:1-Unentschieden.  

## Mannschaften
| #           | Land        | Spieler          | Pos.             | Team                |
| Torhüter    |             |                  |                  |                     |
| 1           | Kanada 1957 | Chuck Rayner     | Chuck Rayner     | New York Rangers    |
| 1           | Kanada 1957 | Terry Sawchuk    | Terry Sawchuk    | Detroit Red Wings   |
| Verteidiger |             |                  |                  |                     |
| 2           | Kanada 1957 | Doug Harvey      | Doug Harvey      | Montréal Canadiens  |
| 3           | Kanada 1957 | Gus Mortson      | Gus Mortson      | Toronto Maple Leafs |
| 4           | Kanada 1957 | Red Kelly        | Red Kelly        | Detroit Red Wings   |
| 8           | Kanada 1957 | Leo Reise        | Leo Reise        | New York Rangers    |
| 11          | Kanada 1957 | Bill Quackenbush | Bill Quackenbush | Boston Bruins       |
| 14          | Kanada 1957 | Bob Goldham      | Bob Goldham      | Detroit Red Wings   |
| Angreifer   |             |                  |                  |                     |
| 5           | Kanada 1957 | Dave Creighton   | C                | Boston Bruins       |
| 6           | Kanada 1957 | Ed Sandford      | LW               | Boston Bruins       |
| 7           | Kanada 1957 | Ted Lindsay      | LW               | Detroit Red Wings   |
| 9           | Kanada 1957 | Gordie Howe      | RW               | Detroit Red Wings   |
| 10          | Kanada 1957 | Marty Pavelich   | LW               | Detroit Red Wings   |
| 12          | Kanada 1957 | Bill Mosienko    | RW               | Chicago Black Hawks |
| 15          | Kanada 1957 | Tony Leswick     | LW               | Detroit Red Wings   |
| 16          | Kanada 1957 | Elmer Lach       | C                | Montréal Canadiens  |
| 21          | Kanada 1957 | Reg Sinclair     | RW               | Detroit Red Wings   |

| #           | Land        | Spieler          | Pos.           | Team                |
| Torhüter    |             |                  |                |                     |
| 1           | Kanada 1957 | Jim Henry        | Jim Henry      | Boston Bruins       |
| 1           | Kanada 1957 | Gerry McNeil     | Gerry McNeil   | Montréal Canadiens  |
| Verteidiger |             |                  |                |                     |
| 2           | Kanada 1957 | Jimmy Thomson    | Jimmy Thomson  | Toronto Maple Leafs |
| 3           | Kanada 1957 | Hy Buller        | Hy Buller      | New York Rangers    |
| 10          | Kanada 1957 | Tom Johnson      | Tom Johnson    | Montréal Canadiens  |
| 11          | Kanada 1957 | Émile Bouchard   | Émile Bouchard | Montréal Canadiens  |
| 12          | Kanada 1957 | Fernie Flaman    | Fernie Flaman  | Toronto Maple Leafs |
| Angreifer   |             |                  |                |                     |
| 4           | Kanada 1957 | Harry Watson     | LW             | Toronto Maple Leafs |
| 5           | Kanada 1957 | Bernie Geoffrion | RW             | Montréal Canadiens  |
| 6           | Kanada 1957 | Floyd Curry      | RW             | Montréal Canadiens  |
| 9           | Kanada 1957 | Maurice Richard  | RW             | Montréal Canadiens  |
| 14          | Kanada 1957 | Ken Mosdell      | LW             | Montréal Canadiens  |
| 15          | Kanada 1957 | Milt Schmidt     | C              | Boston Bruins       |
| 16          | Kanada 1957 | Tod Sloan        | C              | Toronto Maple Leafs |
| 17          | Kanada 1957 | Billy Reay       | C              | Montréal Canadiens  |
| 20          | Kanada 1957 | Paul Meger       | LW             | Montréal Canadiens  |
| 24          | Kanada 1957 | Sid Smith        | LW             | Toronto Maple Leafs |

## Spielverlauf

### First All-Star Team 1 – 1 Second All-Star Team
| Team       | Zeit  | Stand | Torschütze      | Vorlagengeber | Vorlagengeber  |
| 2. Drittel |       |       |                 |               |                |
|            | 29:57 | 1–0   | Marty Pavelich  | Bill Mosienko | Dave Creighton |
| 3. Drittel |       |       |                 |               |                |
|            | 41:36 | 1–1   | Maurice Richard | Hy Buller     |                |

Schiedsrichter: Bill Chadwick 

Linienrichter: George Hayes, Doug Young 

Zuschauer: 10.680